# Čebelarstvo
Čebelarstvo, s tujko apikultura, je kmetijska panoga, ki se ukvarja z gojitvijo čebel z namenom pridobivanja njihovih proizvodov, predvsem medu in voska, pa tudi za opraševanje. Najprimernejša in najbolj razširjena v ta namen je domača čebela (Apis mellifera), v Sloveniji predvsem njena avtohtona podvrsta kranjska sivka (Apis mellifera carnica). Običajno gojijo čebele v panjih. Čebelarstvo je na Slovenskem panoga z dolgo tradicijo, ki se odraža tudi v ljudski umetnosti - poslikane panjske končnice so cenjen okras čelne strani panjev na slovenskem.
Na Slovenskem sta bila znana čebelarja Anton Janša in Peter Pavel Glavar, v svetu Langstroth, Charles Dadant, Lorenzo Langstroth, Abbé Émile Warré, Bruder Adam idr.

## Čebelji pridelki
Čebeljih pridelkov je veliko, med pomembnejšimi pa so med, pelod, matični mleček in propolis.

### Med
Glavni čebelji proizvod je med. Med je hrana, poživilo ter zdravilo. Vrst medu je veliko, po celem svetu verjetno več kot 20 tisoč. Na Slovenskem so med bolj znanimi gozdni, cvetlični, kostanjev, akacijev, žajbljev, lipov sončničin in hojev med. Med so uporabljali že v preteklosti in sodi med ena najstarejših človeških živil. Grški zdravnik Hipokrat je med že pred 2500 leti uporabljal kot sestavino raznih zdravil.

### Pelod
Cvetni prah (pelod) so drobna telesca, ki jih proizvedejo cvetni prašniki. Človeškemu telesu je koristen, saj preprečuje morebitno pomankanje vitaminov, mineralov ter aminokislin. Jemljemo in kupujemo ga lahko v obliki kapsul, tablet ali pa kar v prahu. Cvetni prah se lahko prežveči, zelo težko ga je pa raztopiti v tekočini. A če se ga dalj časa pusti namočenega, lahko postane dobra osvežilna pijača. Nikoli pa se ga ne sme pregrevati, saj se s tem uničijo njegove zdravilne lastnosti.

### Matični mleček
Matični mleček je belkasta, mleku podobna tekočina. Nastaja ko čebele delavke opravljajo nalogo dojilj. Nastaja v posebnih mešičkih ob glavi, katera pozneje zakrnita. Na trgu je dostopen kot prehransko dopolnilo. Kupujemo ga v lončkih od 3 do 20 gramov in je v tej količini tudi najkoristnejši. Hrani se ga pri temperaturi 0-5 °C.

### Propolis
Čebele iz propolisa gradijo obrambne zidove ob vhodu v panj, lepijo ter mašijo razpoke, lakirajo notranjost panja, in z njimi balzamirajo trupla pobitih vsiljivcev, katerih zaradi velikosti ne morejo spraviti iz panja. Propolis je zelo močan lokalni anestetik, močnejši od kokaina in novokaina. Pospešuje celjenje ran in pomaga pri vnetjih.